# 매디슨 베일리
매디슨 베일리(Madison Bailey, 1999년 1월 29일 ~ )는 미국의 배우이다.

## 출연 작품

### 텔레비전
- 콘스탄틴 (2015) - 캐롤라인 역
- 미스터 메르세데스 (2017) - 클로이 역
- 블랙 라이트닝 (2018-19) - 웬디 헤르난데스 역
- 아우터뱅크스 (2020-) - 키아라 카레라 역
- 아메리칸 호러 스토리즈, 에피소드 "Drive In" (2021) - 켈리 역